# ملكة جمال أمريكا
ملكة جمال أمريكا (بالإنجليزية: Miss America)‏ هي مسابقة جمال نساء تتنافس فيها النساء في كل الولايات الأمريكية ما بين عمر 17 و25. بدأت في سنة 1921 ويتم الحكم على المتسابقات حالياً من خلال ظهورهن وعروضهن. ومنذ سنة 2018 تم إلغاء شرط المنافسة بملابس السباحة أو من خلال المظهر الخارجي للمتسابقة. يتم إدارة المسابقة من قبل سيدة الأعمال شانتيل كريبس وحاملة اللقب الحالية هي نيا فرانكلين.